# International Champions Cup 2015
International Champions Cup 2015 là mùa giải thứ ba nằm trong chuỗi trận giao hữu bóng đá quốc tế tổ chức vào mùa hè hàng năm. Đây là lần đầu tiên các trận đấu được tổ chức riêng rẽ tại ba quốc gia Úc, Hoa Kỳ và Trung Quốc.
Giải đấu tại Úc có ba đội thi đấu ba trận tại Melbourne Cricket Ground vào các ngày 18, 21 và 24 tháng 7. Real Madrid là câu lạc bộ đầu tiên công bố tham dự, theo sau là Manchester City và Roma. Giải đấu tại Trung Quốc bao gồm Real Madrid, Milan và Inter Milan thi đấu tổng cộng ba trận tại Thâm Quyến, Quảng Châu và Thượng Hải.
Tại Hoa Kỳ, giải đấu gồm 10 đội, nhưng một số trận đấu sẽ được tổ chức tại Mexico, Canada, Ý và Anh. Mỗi đội tại giải đấu Hoa Kỳ sẽ thi đấu bốn trận, trừ ba đội của Hoa Kỳ chỉ thi đấu hai trận. Những trận đấu giữa các đội này tại Major League Soccer được lựa chọn để tính vào bảng xếp hạng sao cho các đội MLS có đủ bốn trận. Đội vô địch International Champions Cup 2014 Manchester United là đội đầu tiên xác nhận tham dự giải đấu tại Hoa Kỳ.

## Các đội

### Úc
| Quốc gia    | Đội bóng        | Thành phố  | Liên đoàn | Giải đấu       |
| ----------- | --------------- | ---------- | --------- | -------------- |
| Anh         | Manchester City | Manchester | UEFA      | Premier League |
| Italy       | AS Roma         | Rome       | UEFA      | Serie A        |
| Tây Ban Nha | Real Madrid     | Madrid     | UEFA      | La Liga        |

### Bắc Mỹ và châu Âu
| Quốc gia    | Đội bóng             | Thành phố        | Liên đoàn | Giải đấu       |
| ----------- | -------------------- | ---------------- | --------- | -------------- |
| Anh         | Chelsea              | London           | UEFA      | Premier League |
| Anh         | Manchester United    | Manchester       | UEFA      | Premier League |
| Bồ Đào Nha  | Benfica              | Lisbon           | UEFA      | Primeira Liga  |
| Hoa Kỳ      | Los Angeles Galaxy   | Carson           | CONCACAF  | MLS            |
| Hoa Kỳ      | New York Red Bulls   | Harrison         | CONCACAF  | MLS            |
| Hoa Kỳ      | San Jose Earthquakes | San Jose         | CONCACAF  | MLS            |
| Italy       | Fiorentina           | Florence         | UEFA      | Serie A        |
| Mexico      | America              | Thành phố México | CONCACAF  | Liga MX        |
| Pháp        | Paris Saint-Germain  | Paris            | UEFA      | Ligue 1        |
| Tây Ban Nha | Barcelona            | Barcelona        | UEFA      | La Liga        |

### Trung Quốc
| Quốc gia    | Đội bóng    | Thành phố | Liên đoàn | Giải đấu |
| ----------- | ----------- | --------- | --------- | -------- |
| Italy       | Inter Milan | Milan     | UEFA      | Serie A  |
| Italy       | AC Milan    | Milan     | UEFA      | Serie A  |
| Tây Ban Nha | Real Madrid | Madrid    | UEFA      | La Liga  |

## Địa điểm
| Melbourne                                   | Melbourne |
| ------------------------------------------- | --------- |
| Melbourne Cricket Ground                    | Melbourne |
| 37°49′12″N 144°59′0″Đ / 37,82°N 144,98333°Đ | Melbourne |
| Sức chứa: 100.024                           | Melbourne |
|                                             | Melbourne |

| Quảng Châu                                          | Thâm Quyến                                      | Quảng ChâuThượng HảiThâm Quyến | Thượng Hải                                           |
| --------------------------------------------------- | ----------------------------------------------- | ------------------------------ | ---------------------------------------------------- |
| Sân vận động Thiên Hà                               | Trung tâm Thể thao Universiade Thâm Quyến       | Quảng ChâuThượng HảiThâm Quyến | Sân vận động Thượng Hải                              |
| 23°8′26,33″B 113°19′9,58″Đ / 23,13333°B 113,31667°Đ | 22°41′49,7″B 114°12′43,9″Đ / 22,68333°B 114,2°Đ | Quảng ChâuThượng HảiThâm Quyến | 31°11′0,61″B 121°26′14,28″Đ / 31,18333°B 121,43333°Đ |
| Sức chứa: 58.500                                    | Sức chứa: 60.334                                | Quảng ChâuThượng HảiThâm Quyến | Sức chứa: 56.842                                     |
|                                                     |                                                 | Quảng ChâuThượng HảiThâm Quyến |                                                      |

| Seattle                                               | Chicago | Toronto | East Hartford                                 |
| ----------------------------------------------------- | --- | --- | --------------------------------------------- |
| CenturyLink Field                                     | Soldier Field                                                                                                | BMO Field | Rentschler Field                              |
| 47°35′42,72″B 122°19′53,76″T / 47,58333°B 122,31667°T | 41°51′45″B 87°37′0″T / 41,8625°B 87,61667°T                                                                  | 43°37′58″B 79°25′7″T / 43,63278°B 79,41861°T                                                                 | 41°45′35″B 72°37′8″T / 41,75972°B 72,61889°T  |
| Sức chứa: 67.000                                      | Sức chứa: 61.500                                                                                             | Sức chứa: 30.000                                                                                             | Sức chứa: 40.642                              |
|                                                       | | |                                               |
| Santa Clara                                           | Santa ClaraSan JoseThành phố MéxicoCarsonLandoverSeattleChicagoTorontoHarrisonPasadenaEast HartfordCharlotte | Santa ClaraSan JoseThành phố MéxicoCarsonLandoverSeattleChicagoTorontoHarrisonPasadenaEast HartfordCharlotte | Harrison                                      |
| Sân vận động Levi's                                   | Santa ClaraSan JoseThành phố MéxicoCarsonLandoverSeattleChicagoTorontoHarrisonPasadenaEast HartfordCharlotte | Santa ClaraSan JoseThành phố MéxicoCarsonLandoverSeattleChicagoTorontoHarrisonPasadenaEast HartfordCharlotte | Red Bull Arena                                |
| 37°24′10,8″B 121°58′12″T / 37,4°B 121,97°T            | Santa ClaraSan JoseThành phố MéxicoCarsonLandoverSeattleChicagoTorontoHarrisonPasadenaEast HartfordCharlotte | Santa ClaraSan JoseThành phố MéxicoCarsonLandoverSeattleChicagoTorontoHarrisonPasadenaEast HartfordCharlotte | 40°44′12″B 74°9′1″T / 40,73667°B 74,15028°T   |
| Sức chứa: 68.500                                      | Santa ClaraSan JoseThành phố MéxicoCarsonLandoverSeattleChicagoTorontoHarrisonPasadenaEast HartfordCharlotte | Santa ClaraSan JoseThành phố MéxicoCarsonLandoverSeattleChicagoTorontoHarrisonPasadenaEast HartfordCharlotte | Sức chứa: 25.000                              |
|                                                       | Santa ClaraSan JoseThành phố MéxicoCarsonLandoverSeattleChicagoTorontoHarrisonPasadenaEast HartfordCharlotte | Santa ClaraSan JoseThành phố MéxicoCarsonLandoverSeattleChicagoTorontoHarrisonPasadenaEast HartfordCharlotte |                                               |
| San Jose                                              | Santa ClaraSan JoseThành phố MéxicoCarsonLandoverSeattleChicagoTorontoHarrisonPasadenaEast HartfordCharlotte | Santa ClaraSan JoseThành phố MéxicoCarsonLandoverSeattleChicagoTorontoHarrisonPasadenaEast HartfordCharlotte | Landover                                      |
| Sân vận động Avaya                                    | Santa ClaraSan JoseThành phố MéxicoCarsonLandoverSeattleChicagoTorontoHarrisonPasadenaEast HartfordCharlotte | Santa ClaraSan JoseThành phố MéxicoCarsonLandoverSeattleChicagoTorontoHarrisonPasadenaEast HartfordCharlotte | FedExField                                    |
| Sức chứa: 18.000                                      | Santa ClaraSan JoseThành phố MéxicoCarsonLandoverSeattleChicagoTorontoHarrisonPasadenaEast HartfordCharlotte | Santa ClaraSan JoseThành phố MéxicoCarsonLandoverSeattleChicagoTorontoHarrisonPasadenaEast HartfordCharlotte | Sức chứa: 79.000                              |
| 37°21′5″B 121°55′30″T / 37,35139°B 121,925°T          | Santa ClaraSan JoseThành phố MéxicoCarsonLandoverSeattleChicagoTorontoHarrisonPasadenaEast HartfordCharlotte | Santa ClaraSan JoseThành phố MéxicoCarsonLandoverSeattleChicagoTorontoHarrisonPasadenaEast HartfordCharlotte | 38°54′28″B 76°51′52″T / 38,90778°B 76,86444°T |
|                                                       | Santa ClaraSan JoseThành phố MéxicoCarsonLandoverSeattleChicagoTorontoHarrisonPasadenaEast HartfordCharlotte | Santa ClaraSan JoseThành phố MéxicoCarsonLandoverSeattleChicagoTorontoHarrisonPasadenaEast HartfordCharlotte |                                               |
| Pasadena                                              | Carson | Thành phố México                                                                                             | Charlotte                                     |
| Rose Bowl                                             | Trung tâm StubHub                                                                                            | Sân vận động Azteca                                                                                          | Sân vận động Bank of America                  |
| 34°9′41″B 118°10′3″T / 34,16139°B 118,1675°T          | 33°51′52″B 118°15′40″T / 33,86444°B 118,26111°T                                                              | 19°18′10,48″B 99°9′1,59″T / 19,3°B 99,15°T                                                                   | 35°13′33″B 80°51′10″T / 35,22583°B 80,85278°T |
| Sức chứa: 92.542                                      | Sức chứa: 27.000                                                                                             | Sức chứa: 95.500                                                                                             | Sức chứa: 74.455                              |
|                                                       | | |                                               |

| Luân Đôn                                    | Luân ĐônFirenze | Firenze                                             |
| ------------------------------------------- | --------------- | --------------------------------------------------- |
| Stamford Bridge                             | Luân ĐônFirenze | Artemio Franchi                                     |
| 51°28′54″B 0°11′28″T / 51,48167°B 0,19111°T | Luân ĐônFirenze | 43°46′50,96″B 11°16′56,13″Đ / 43,76667°B 11,26667°Đ |
| Sức chứa: 41.798                            | Luân ĐônFirenze | Sức chứa: 47.282                                    |
|                                             | Luân ĐônFirenze |                                                     |

## Các trận đấu

### Úc
| VT | Đội             | Tr | T | HT | HB | B | BT | BB | BHS | Đ | Kết quả chung cuộc  |
| -- | --------------- | -- | - | -- | -- | - | -- | -- | --- | - | ------------------- |
| 1  | Real Madrid     | 2  | 1 | 0  | 1  | 0 | 4  | 1  | +3  | 4 | Vô địch ICC Úc 2015 |
| 2  | AS Roma         | 2  | 0 | 1  | 1  | 0 | 2  | 2  | 0   | 3 |                     |
| 3  | Manchester City | 2  | 0 | 1  | 0  | 1 | 3  | 6  | −3  | 2 |                     |

| Real Madrid                                                     | 0–0      | AS Roma                                                        |
| --------------------------------------------------------------- | -------- | -------------------------------------------------------------- |
|                                                                 | Chi tiết |                                                                |
| Loạt sút luân lưu                                               |          |                                                                |
| Danilo · Kroos · Lucas Silva · Isco · Benzema · Nacho · Vázquez | 6–7      | Pjanić · Ljajić · Destro · Florenzi · Iturbe · Paredes · Keita |

| AS Roma                                                 | 2–2      | Manchester City                                    |
| ------------------------------------------------------- | -------- | -------------------------------------------------- |
| Pjanić 8' · Ljajić 86'                                  | Chi tiết | Sterling 3' · Iheanacho 51'                        |
| Loạt sút luân lưu                                       |          |                                                    |
| Nainggolan · Ljajić · Destro · Falque · Doumbia · Keita | 4–5      | Touré · Kolarov · Navas · Lopes · Hart · Horsfield |

| Manchester City     | 1–4      | Real Madrid                                          |
| ------------------- | -------- | ---------------------------------------------------- |
| Touré 45+4' (ph.đ.) | Chi tiết | Benzema 21' · Ronaldo 25' · Pepe 44' · Cheryshev 73' |

### Bắc Mỹ và châu Âu
| VT | Đội                  | Tr | T | HT | HB | B | BT | BB | BHS | Đ  | Kết quả chung cuộc      |
| -- | -------------------- | -- | - | -- | -- | - | -- | -- | --- | -- | ----------------------- |
| 1  | Paris Saint-Germain  | 4  | 3 | 0  | 1  | 0 | 10 | 5  | +5  | 10 | Vô địch ICC Bắc Mỹ 2015 |
| 2  | New York Red Bulls   | 4  | 3 | 0  | 1  | 0 | 9  | 4  | +5  | 10 |                         |
| 3  | Manchester United    | 4  | 3 | 0  | 0  | 1 | 7  | 4  | +3  | 9  |                         |
| 4  | Fiorentina           | 4  | 2 | 1  | 0  | 1 | 5  | 5  | 0   | 8  |                         |
| 5  | Los Angeles Galaxy   | 4  | 2 | 0  | 1  | 1 | 9  | 6  | +3  | 7  |                         |
| 6  | América              | 4  | 1 | 0  | 1  | 2 | 3  | 4  | −1  | 4  |                         |
| 7  | Barcelona            | 4  | 1 | 0  | 1  | 2 | 6  | 8  | −2  | 4  |                         |
| 8  | Chelsea              | 4  | 0 | 2  | 0  | 2 | 5  | 8  | −3  | 4  |                         |
| 9  | Benfica              | 4  | 0 | 1  | 1  | 2 | 3  | 5  | −2  | 3  |                         |
| 10 | San Jose Earthquakes | 4  | 0 | 0  | 0  | 4 | 4  | 12 | −8  | 0  |                         |

1. 1 2 3  Kết quả của các đội bóng Hoa Kỳ tại Major League Soccer 2015:
  - New York Red Bulls 2–0 San Jose Earthquakes
  - New York Red Bulls 1–1 Los Angeles Galaxy (tính thua penalty cho cả hai đội)
  - Los Angeles Galaxy 5–2 San Jose Earthquakes

| Los Angeles Galaxy       | 2–1      | América     |
| ------------------------ | -------- | ----------- |
| Keane 45+1' · Gordon 79' | Chi tiết | Quintero 7' |

| San Jose Earthquakes | 1–2      | América                  |
| -------------------- | -------- | ------------------------ |
| Goodson 23'          | Chi tiết | Andrade 76' · Rivera 83' |

| América | 0–1      | Manchester United |
| ------- | -------- | ----------------- |
|         | Chi tiết | Schneiderlin 5'   |

| Benfica                 | 2–3      | Paris Saint-Germain                          |
| ----------------------- | -------- | -------------------------------------------- |
| Talisca 34' · Jonas 42' | Chi tiết | Augustin 29' · Lucas 64' (ph.đ.) · Digne 79' |

| Paris Saint-Germain                                | 4–2      | Fiorentina                      |
| -------------------------------------------------- | -------- | ------------------------------- |
| Matuidi 35' · Augustin 41 ', 75' · Ibrahimović 69' | Chi tiết | Joaquín 60' · Rossi 79' (ph.đ.) |

| Barcelona                      | 2–1      | Los Angeles Galaxy |
| ------------------------------ | -------- | ------------------ |
| Suárez 45' · Sergi Roberto 56' | Chi tiết | Meyer 90+1'        |

| Manchester United                  | 3–1      | San Jose Earthquakes |
| ---------------------------------- | -------- | -------------------- |
| Mata 32' · Depay 37' · Pereira 61' | Chi tiết | Alashe 42'           |

| New York Red Bulls                            | 4–2      | Chelsea               |
| --------------------------------------------- | -------- | --------------------- |
| Castellanos 51' · Adams 70' · Davis 73 ', 77' | Chi tiết | Rémy 26' · Hazard 75' |

| Benfica                                                | 0–0      | Fiorentina                                 |
| ------------------------------------------------------ | -------- | ------------------------------------------ |
|                                                        | Chi tiết |                                            |
| Loạt sút luân lưu                                      |          |                                            |
| Almeida · Pizzi · Sílvio · Oliveira · Carcela-González | 4–5      | Pasqual · Badelj · Iličić · Rebić · Suárez |

| Barcelona   | 1–3      | Manchester United                       |
| ----------- | -------- | --------------------------------------- |
| Rafinha 90' | Chi tiết | Rooney 8' · Lingard 65' · Januzaj 90+1' |

| Paris Saint-Germain                                               | 1–1      | Chelsea                                                             |
| ----------------------------------------------------------------- | -------- | ------------------------------------------------------------------- |
| Ibrahimović 25'                                                   | Chi tiết | Moses 64'                                                           |
| Loạt sút luân lưu                                                 |          |                                                                     |
| Motta · Rabiot · Ongenda · Bahebeck · Cavani · Marquinhos · Silva | 5–6      | Falcao · Azpilicueta · Cuadrado · Rémy · Oscar · Willian · Courtois |

| New York Red Bulls               | 2–1      | Benfica  |
| -------------------------------- | -------- | -------- |
| Wright-Phillips 34' · Grella 56' | Chi tiết | Pizzi 7' |

| Chelsea                         | 2–2      | Barcelona                            |
| ------------------------------- | -------- | ------------------------------------ |
| Hazard 10' · Cahill 86'         | Chi tiết | Suárez 52' · Sandro 66'              |
| Loạt sút luân lưu               |          |                                      |
| Falcao · Moses · Ramires · Rémy | 4–2      | Iniesta · Halilović · Piqué · Sandro |

| América                                    | 0–0      | Benfica                                           |
| ------------------------------------------ | -------- | ------------------------------------------------- |
|                                            | Chi tiết |                                                   |
| Loạt sút luân lưu                          |          |                                                   |
| Martínez · Zúñiga · Marín · Colula · Rosel | 3–4      | Cristante · Gaitán · Samaris · Santos · Rodríguez |

| Manchester United | 0–2      | Paris Saint-Germain           |
| ----------------- | -------- | ----------------------------- |
|                   | Chi tiết | Matuidi 25' · Ibrahimović 34' |

| Fiorentina           | 2–1      | Barcelona  |
| -------------------- | -------- | ---------- |
| Bernardeschi 4', 12' | Chi tiết | Suárez 17' |

| Chelsea | 0–1      | Fiorentina  |
| ------- | -------- | ----------- |
|         | Chi tiết | Gonzalo 57' |

### Trung Quốc
| VT | Đội         | Tr | T | HT | HB | B | BT | BB | BHS | Đ | Kết quả chung cuộc          |
| -- | ----------- | -- | - | -- | -- | - | -- | -- | --- | - | --------------------------- |
| 1  | Real Madrid | 2  | 1 | 1  | 0  | 0 | 3  | 0  | +3  | 5 | Vô địch ICC Trung Quốc 2015 |
| 2  | AC Milan    | 2  | 1 | 0  | 1  | 0 | 1  | 0  | +1  | 4 |                             |
| 3  | Inter Milan | 2  | 0 | 0  | 0  | 2 | 0  | 4  | −4  | 0 |                             |

| AC Milan  | 1–0      | Inter Milan |
| --------- | -------- | ----------- |
| Mexès 62' | Chi tiết |             |

| Inter Milan | 0–3      | Real Madrid                       |
| ----------- | -------- | --------------------------------- |
|             | Chi tiết | Jesé 29' · Varane 56' · James 88' |

| Real Madrid                                                                                       | 0–0      | AC Milan                                                                                                 |
| ------------------------------------------------------------------------------------------------- | -------- | --- |
|                                                                                                   | Chi tiết | |
| Loạt sút luân lưu                                                                                 |          | |
| James · Marcelo · Casemiro · Ramos · Kroos · Carvajal · Nacho · Cheryshev · Isco · Jesé · Casilla | 10–9     | de Jong · Matri · Bacca · Honda · Adriano · Montolivo · Zapata · Mauri · Calabria · Paletta · Donnarumma |

## Cầu thủ ghi bàn hàng đầu
| Thứ hạng | Cầu thủ               | Câu lạc bộ          | Bàn thắng |
| -------- | --------------------- | ------------------- | --------- |
| 1        | Zlatan Ibrahimović    | Paris Saint-Germain | 3         |
| 1        | Jean-Kévin Augustin   | Paris Saint-Germain | 3         |
| 1        | Luis Suárez           | Barcelona           | 3         |
| 4        | Eden Hazard           | Chelsea             | 2         |
| 4        | Blaise Matuidi        | Paris Saint-Germain | 2         |
| 4        | Sean Davis            | New York Red Bulls  | 2         |
| 4        | Federico Bernardeschi | Fiorentina          | 2         |